# CCS (기업)
씨씨에스(CCS CHUNG-BUK CABLE TV COMPANY)는 종합유선방송업을 영위하는 코스닥 상장 기업으로, 충주시, 제천시, 음성군, 괴산군 등의 케이블TV 사업자로 허가를 받은 2차 종합유선방송사업자이다.

## 사업
주 사업인 케이블TV와 함께 초고속인터넷서비스 사업도 함께 영위하고 있으며 유무선 국제전화 00770도 제공하고 있다. 매출구성은 케이블TV 55%, 광고 18%, 통신 17%, 초고속인터넷 7% 등이다.
실적은 좋지 못하여, 2011년부터 2015년까지 한번도 흑자를 내본 일이 없다. 2013년에는 -33억원의 순손실을, 2014년에는 -43억의 순손실을 보아, 적자폭이 커져가는 추세다.

## 동전주 테마
씨씨에스는 2015년 6월 상한가 및 하한가 제한이 30%로 확대된 이후 생겨난 소위 동전주 테마 중 하나로, 실적과는 별개로 7월에 급등한 바 있다. 씨씨에스와 함께 동전주 테마주로 분류되는 것에는 슈넬생명과학, 미래산업, 지엠피, 주연테크, 케이디건설, 큐캐피탈, 웨이포트 등이 있다.
초전도체 분야 연구자인 권영완 교수가 경영진으로 합류할 계획으로 초전도체 테마주로 분류되고 있다.

## 같이 보기
- 동전주
- 동전주 테마
- 테마주